# Màlaia Kokxaga
El Màlaia Kokxaga - (rus) Малая Кокшага - és un riu de Rússia, passa per la República de Marí El, i travessa la seva capital, Ioixkar-Olà. Desemboca al Volga a l'alçada de l'embassament de Kúibixev, prop de Koxaisk.
Té una llargària de 194 km i ocupa una conca de 5.160 km². El Màlaia Kokxaga és de règim principalment nival, i se sol congelar des de novembre fins a abril.